# کوشارکا
کوشارکا (به لهستانی:  Koszarka) یک روستا در لهستان است که در گمینا بیلسک پودلاسکی واقع شده‌است.